# Hospital Psiquiátrico e Judiciário Jorge Vaz
O Hospital Psiquiátrico e Judiciário Jorge Vaz foi instituído em 15 de junho de 1929 sob o nome de Manicômio Judiciário de Barbacena. Foi criado pelo Decreto 7.471 de 31 de janeiro de 1927. Em 1956 foi denominado Manicômio Judiciário Jorge Vaz e em 1987 recebe seu atual nome.
A Prefeitura Municipal de Barbacena pela importância cultural para a cidade tombou o local por decreto municipal em 1996. Este é o único único manicômio judiciário do estado de Minas Gerais e abriga criminosos considerados perigosos.